# Đình Độc Thi Trục Hầu Đê thiền vu
Đình Độc Thi Trục Hầu Đê (giản thể: 亭独尸逐侯鞮单于; phồn thể: 亭獨尸逐侯鞮單于; bính âm: Tíngdúshīzhúhóudīchányú, ?-98), thuộc Luyên Đê thị, danh là "Sư Tử", là con trai thứ tư của Hải Đồng Thi Trục Hầu Đê thiền vu của Nam Hung Nô. Vào năm Vĩnh Nguyên thứ 6 (94) thời Đông Hán, được lập làm thiền vu. Do Sư Tử trước đây đã nhiều lần tham gia cấc chiến sự chinh phạt Bắc Hung Nô, nên người Bắc Hung Nô kết hiềm oán, dân chúng các bộ Bắc Hung Nô bất phục. Một nhóm gồm 500-600 người vào ban đêm tấn công Sư Tử, Hán An tập duyệt Vương Quát xuất binh bảo vệ Sư Tử, các phiến quân thất bại.Các bộ tộc không phục mới cũng xuất hiện, 15 bộ với gần 10 vạn người đều tiến hành biến loạn, căng thẳng với các con của thiền vu trước là Đồn Đô Hà là Phùng Hầu về chức thiền vu, Hung Nô lại một lần nữa phân liệt. Đông Hán phái di đại quân và Ô Hoàn, Tiên Ti tổng cộng 4 vạn người đánh bại Phùng Hầu, Phùng Hầu đem dân chúng đến biên giới, quân Hán truy cản không kịp. Sư Tử ở ngôi 4 năm thì mất, con trai của Hồ Tà Thi Trục Hầu Đê kế vị.